# Zemer
Zemer (hebrejsky זמר, arabsky زيمر, v oficiálním přepisu do angličtiny Zemer) je místní rada (malé město) v Izraeli, v  Centrálním distriktu.

## Geografie
Město leží v nadmořské výšce 89 metrů na pomezí pobřežní nížiny (Šaronská planina) a pahorků v předpolí Samařska, cca 40 kilometrů severovýchodně od centra Tel Avivu (nedaleko severovýchodního okraje jeho souvislé aglomerace) a cca 15 kilometrů východně od Netanje. Město je situováno na Zelené linii, která odděluje Izrael v jeho mezinárodně uznávaných hranicích od území Západního břehu Jordánu. Počátkem 21. století bylo ale od Západního břehu území Izraele v tomto regionu odděleno pomocí bezpečnostní bariéry.
Na západě je město obklopeno zemědělsky obhospodařovanou krajinou. Na západním okraji obce začíná vádí Nachal Omec. Na jihozápadním okraji je to Nachal Jikon, u kterého leží umělá vodní nádrž Ma'agar ha-Mizrachi. Podél jižního okraje Zemeru vede vádí Nachal Bachan, podél severního Nachal Chaviva.
Zemer leží v oblasti nazývané Trojúhelník, obývané izraelskými Araby. 5 kilometrů jižně odtud navíc na Západním břehu jordánu leží palestinské arabské město Tulkarm. Osídlení na západní straně je převážně židovské. 5 kilometrů severním směrem leží město Baka-Džat obývané izraelskými Araby. Mezi nimi ale stojí židovská vesnice Magal.
Město je na dopravní síť napojeno pomocí místní silnice číslo 574. Na západním okraji míjí obec nová dálnice číslo 6 (takzvaná "Transizraelská dálnice").

## Dějiny
Zemer je pojmenován podle stejnojmenného vádí, které protéká jižně od obce. V roce 1949 se po podepsání dohod o příměří, které ukončily první arabsko-izraelskou válku stala tato oblast součástí státu Izrael, přičemž ale místní arabská populace byla zachována.
Nynější místní rada (malé město) Zemer vznikla roku 1988 sloučením čtyř dosud samostatných arabských vesnic.
- Jama (arabsky يمة nebo يما, hebrejsky ימה)
- Bir al-Sika (arabsky بير السـِّكـَّة nebo بئر السـِّكـَّة, hebrejsky ביר א-סיכה)
- Mardža (arabsky المرجة, hebrejsky מרג'ה)
- Ibtan (arabsky إيتان, hebrejsky איבתאן)

Tyto zemědělské vesnice byly sice sloučeny do jedné administrativní obce, ale urbanisticky si nadále udržují samostatný charakter a Zemer tak má podobu volné aglomerace rozptýlené venkovské zástavby, bez centrálního městského prostoru.

## Demografie
Zemer je město s ryze arabskou populací. V roce 2005 tvořili 100 % obyvatelstva arabští muslimové. Jde o menší sídlo městského typu s trvalým růstem. K 31. prosinci 2017 zde žilo 6800 lidí.
| Rok | 1961  | 1972  | 1983  | 1995  | 2001  | 2003  | 2004  | 2005  | 2006  | 2007  | 2008  | 2009  | 2010  | 2011  | 2012  | 2013  | 2014  | 2015  | 2016  | 2017  |
| --- | ----- | ----- | ----- | ----- | ----- | ----- | ----- | ----- | ----- | ----- | ----- | ----- | ----- | ----- | ----- | ----- | ----- | ----- | ----- | ----- |
|     | 1 148 | 1 834 | 2 600 | 3 702 | 4 640 | 4 909 | 5 024 | 5 122 | 5 232 | 5 313 | 5 411 | 5 724 | 5 900 | 5 900 | 6 100 | 6 300 | 6 400 | 6 500 | 6 600 | 6 800 |

* údaje od roku 2010 zaokrouhleny na stovky